# 二条恭仁子
二条 恭仁子（にじょう くにこ、1917年（大正6年）5月18日 - 2002年（平成14年）7月6日）は、日本の元皇族、元華族夫人。皇族時代の名と身位は恭仁子女王。

## 生涯
1917年（大正6年）5月18日午後4時、久邇宮家の多嘉王と同妃静子の第3女子として誕生。御七夜の5月24日に「恭仁子」と命名された。京都府立京都第一高等女学校卒業。1938年（昭和13年）12月9日、五摂家のひとつ二条弼基公爵への降嫁の勅許が下りた。1939年（昭和14年）3月23日、婚姻に先立ち勲二等宝冠章を受章する。同年4月2日、二条弼基に降嫁した。

## 栄典
- 1939年（昭和14年）3月23日、 勲二等宝冠章[6]

## 血縁
- 父：多嘉王（久邇宮家）
- 母：多嘉王妃静子（水無瀬忠輔子爵の長女）

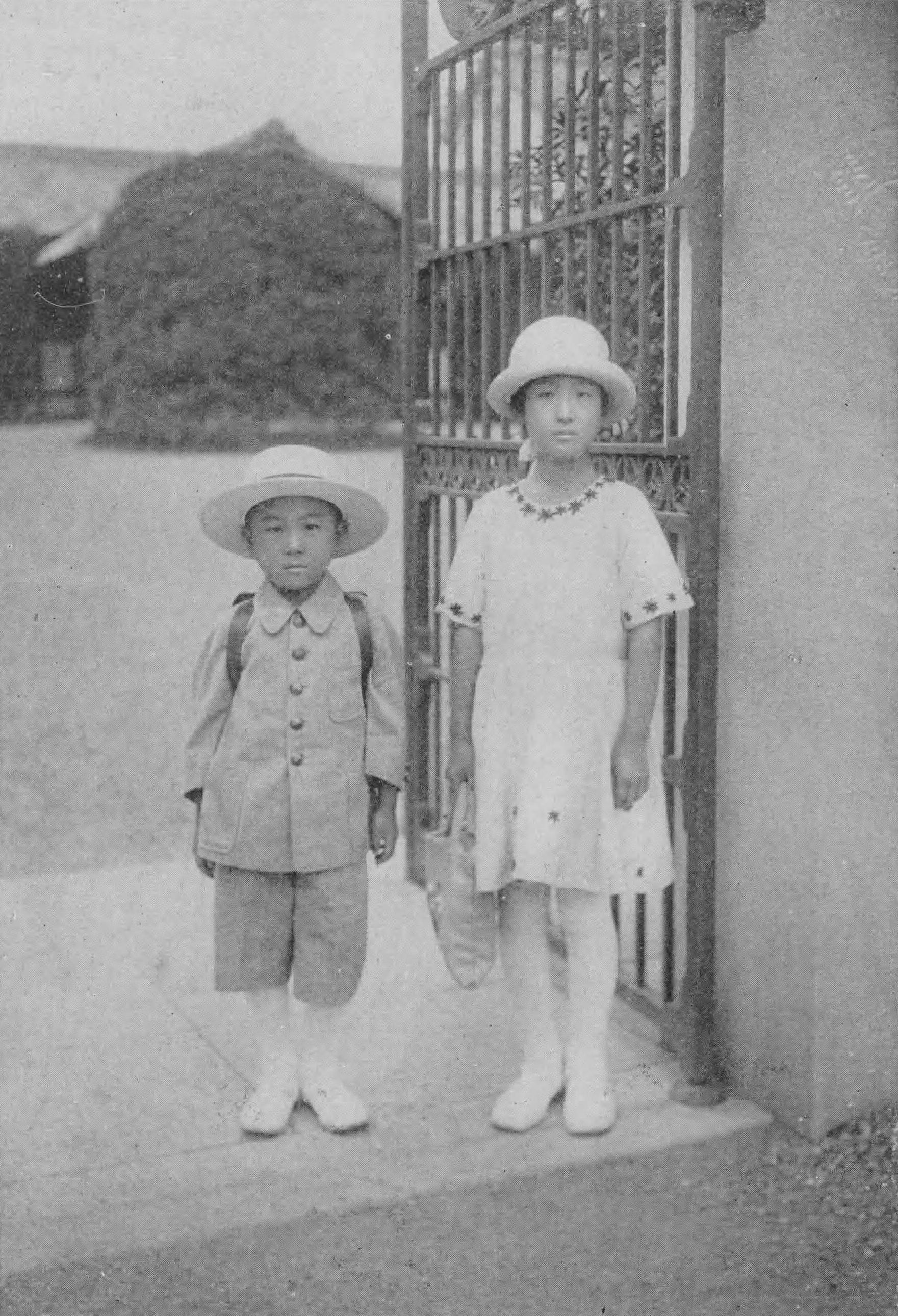
恭仁子女王と弟宮家彦王

  - 兄弟：発子女王 - 珖子女王 - 賀彦王 - 二条恭仁子 - 宇治家彦（家彦王） - 梨本徳彦（徳彦王）
- 夫：二条弼基 - 二条家第29代当主、公爵
  - 長女：梅渓昌子（1941年 - ） - 梅渓通明妻
  - 次女：飯田和子（1943年 - ） - 飯田叡妻
  - 長男：二条基敬（1944年 - ） - 二条家第30代当主

## 系譜
| 恭仁子女王 | 父: 多嘉王 | 祖父: 朝彦親王（久邇宮） | 曾祖父: 邦家親王（伏見宮） |
| 恭仁子女王 | 父: 多嘉王 | 祖父: 朝彦親王（久邇宮） | 曾祖母: 鳥居小路信子       |
| 恭仁子女王 | 父: 多嘉王 | 祖母: 泉萬喜子           | 曾祖父: 泉亭俊益           |
| 恭仁子女王 | 父: 多嘉王 | 祖母: 泉萬喜子           | 曾祖母: 不詳               |
| 恭仁子女王 | 母: 静子   | 祖父: 水無瀬忠輔         | 曾祖父: 裏松勲光           |
| 恭仁子女王 | 母: 静子   | 祖父: 水無瀬忠輔         | 曾祖母: 裏松績子           |
| 恭仁子女王 | 母: 静子   | 祖母: 水無瀬富子         | 曾祖父: 東園基敬           |
| 恭仁子女王 | 母: 静子   | 祖母: 水無瀬富子         | 曾祖母: 不詳               |